# Aloe trachyticola
Aloe trachyticola ist eine Pflanzenart der Gattung der Aloen in der Unterfamilie der Affodillgewächse (Asphodeloideae). Das Artepitheton trachyticola leitet sich vom Gesteinsnamen Trachyt und dem griechischen Wort -cola für ‚bewohnend‘ ab und verweist auf das Habitat der Art.

## Beschreibung

### Vegetative Merkmale
Aloe trachyticola wächst einfach und stammlos oder gelegentlich kurz stammbildend. Sind Stämme vorhanden, dann sind sie niederliegend. Die sechs bis zehn lanzettlichen Laubblätter sind anfangs zweizeilig angeordnet. Später sind bis zu 14 Laubblätter vorhanden, die spiralförmig angeordnet sind und fast eine Rosette bilden können. Die bläulich grüne, rötlich überhauchte Blattspreite ist 10 bis 15 Zentimeter lang und 3 bis 4 Zentimeter breit. Die gerundete Blattspitze ist mit kurzen Zähnen besetzt. Die stechenden, rötlich braunen Zähne am Blattrand sind 1 bis 1,5 Millimeter lang und stehen 3 bis 5 Millimeter voneinander entfernt.

### Blütenstände und Blüten
Der einfache Blütenstand erreicht eine Länge von 65 bis 90 Zentimeter. Die dichten, kopfigen Trauben sind 2 bis 3 Zentimeter lang und 7 bis 8 Zentimeter breit. Die eiförmig-spitzen Brakteen weisen eine Länge von 10 Millimeter auf und sind 6 Millimeter breit. Die untersten Blütenstiele sind 3 bis 5 Millimeter lang, die obersten weisen eine Länge von 15 bis 20 Millimeter auf. Die roten Blüten sind bis zu 35 Millimeter lang und an ihrer Basis gerundet. Auf Höhe des Fruchtknotens weisen sie einen Durchmesser von 8 Millimeter auf. Darüber sind die Blüten  leicht erweitert. Ihre Perigonblätter sind fast nicht miteinander verwachsen. Die Staubblätter und der Griffel ragen kaum aus der Blüte heraus.

## Systematik und Verbreitung
Aloe trachyticola ist auf Madagaskar verbreitet. Aloe trachyticola var. trachyticola wächst in den Provinzen Antananarivo und Fianarantsoa auf Trachyt und Quarzit in Höhen von 1400 bis 2200 Metern. Aloe trachyticola var. mutifolia ist südöstlich von Antsirabe auf Granitvorkommen in Höhen von 1900 bis 2000 Metern verbreitet. Die Varietät ist nur vom Typusfundort bekannt.
Die Erstbeschreibung als Aloe capitata var. trachyticola durch Henri Perrier de La Bâthie wurde 1926 veröffentlicht. Gilbert Westacott Reynolds erhob die Varietät 1957 in den Rang einer Art.
Es werden folgende Varietäten unterschieden:
- Aloe trachyticola var. trachyticola
- Aloe trachyticola var. multifolia J.-B.Castillon

Aloe trachyticola var. multifolia

Die Unterschiede zu Aloe trachyticola var. trachyticola sind: Die bis zu 30 dunkelgrünen, rötlich überhauchten Blätter der Varietät sind 15 bis 30 Zentimeter lang. Die Erstbeschreibung durch Jean-Bernard Castillon wurde 2004 veröffentlicht.

## Nachweise